# スコルパ

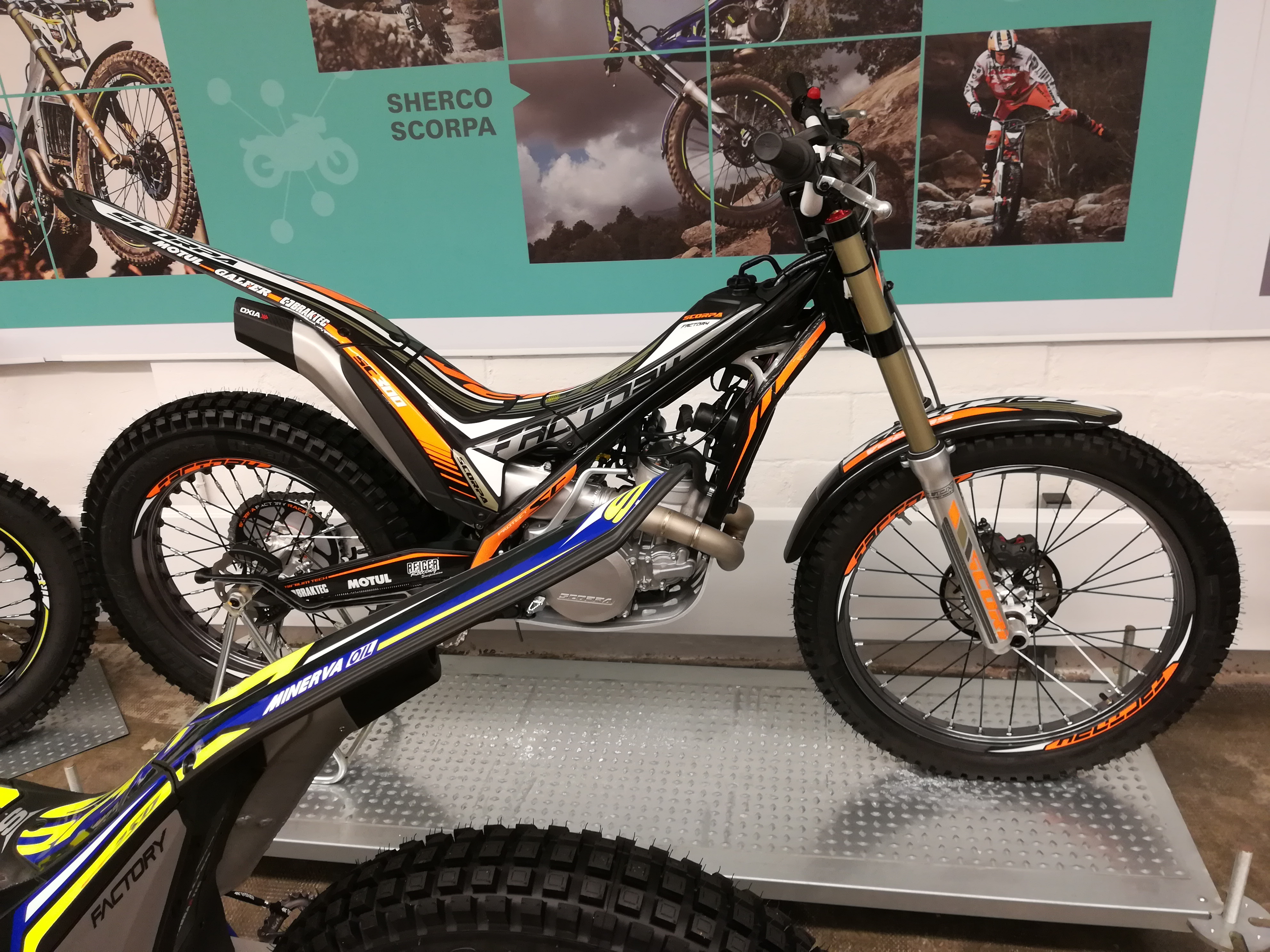
スコルパSCファクトリー300cc（2017年）

スコルパSA（Scorpa SA）は、フランスガール県アレスに本社を置くオートバイメーカー・ブランド。
主にトライアルとエンデューロ競技用のバイクを製造している。

## 概要
1993年にマルク・テシエとジョエル・ダミューアによって設立された。ロータックスの2ストローク単気筒エンジンで供給された最初のプロトタイプであるWORKS 293がわずか8週間で作られ、トライアルの世界選手権やフランス選手権に参戦した。同年末に市販版であるWORKS 294が100台製造され、翌年の改良型295は250台を製造した。
1995年に先進的な取り組みとデザインをもっていると主張する「イージー」を公開し、300台を製造した。
1998年スコットランドで開催されたISDE（国際6日間エンデューロ）で金メダルを獲得し、トライアル世界選手権でも4位となった。
1999年からヤマハ発動機と契約し、2ストローク250cc、4ストローク125cc、4ストローク250ccのエンジンの供給を受けた。
2000年にSY250レーシングとのコラボレーションでダンパーロッドを使用しない革新的なバイクを開発するが、市場の競争の激しさから発売を断念し、競技よりレジャー的なトレイル向けに再設計しなおした250ロングライドを発売した。しかし結果的にスコルパはレジャー用トレイルの市場を開拓することとなり、ヤマハ・TY125の後継車であるTY-S 125Fを共同開発することとなった。このTY-S125Fと排気量拡大版のTY-S175Fは警察学校でも用いられ、日本でも一定の人気を獲得した。
2002年に野崎史高を擁して、トライアル選手権のジュニアクラスタイトルを獲得した。
2009年7月13日、ウェブサイト上で破産決済を行ったことを発表した。
2009年9月に元々のオーナーで、スコルパ離脱後同業他社のシェルコを設立・経営していたマルク・テシエがスコルパを買収したことを発表した。2010年には本社をフランスのニームからアレスに移転した。現在はシェルコとプラットフォームを共有する兄弟車として製造されている。
国内では00年代にエス・ジャパン（旧アルプスヴァン）、現在では株式会社ヴィクトリーの経営するスコルパ・ジャパンが正規輸入販売を行っている。

## 車種
- T-RIDE 250F
- SR 280-2T
- SR 125-2T